# الصدف (المضاربة والعارة)

تعديل مصدري - تعديل

الصدف هي إحدى قرى عزلة العارة بمديرية المضاربة والعارة التابعة لمحافظة لحج، بلغ تعداد سكانها 196 نسمة حسب تعداد اليمن لعام 2004.